# West End
Pour les articles homonymes, voir West End (homonymie).
Le terme West End est communément utilisé pour faire référence au West End of London, une aire urbaine de Londres largement incluse dans la cité de Westminster, mais aussi partiellement dans le borough londonien de Camden. Le West End regroupe la majorité des grands théâtres londoniens.

## Localisation
Situé à l'ouest de la Cité de Londres (City of London ou « square mile »), le West End est depuis longtemps le lieu de résidence des élites de la ville, ceci étant dû, entre autres, à l'aura du quartier de Westminster qui inclut les deux principales institutions de l'État : l'abbaye de Westminster (Westminster Abbey), où ont lieu les couronnements et les mariages royaux, et le palais de Westminster, siège des deux chambres du parlement. Développé au cours du XVIIe siècle, XVIIIe siècle et XIXe siècle, le West End s'articulait à l'origine autour de palais, de demeures luxueuses, de magasins à la mode et de lieux de divertissement. 
Les endroits proches de la Cité de Londres, au niveau de Holborn, Seven Dials et Covent Garden, traditionnellement plus pauvres, les ont chassés et ont été redéveloppés. 
Le terme West End est à considérer avec précaution dans la mesure où il peut revêtir des sens différents selon les contextes. Ainsi il peut faire référence au quartier de divertissement autour de Leicester Square et Covent Garden, au quartier commerçant centré sur Oxford Street, Regent Street et Bond Street (encore que certains appellent le quartier commerçant géographiquement distinct autour de Knightsbridge "West End Shopping"), ou encore faire référence à l'intégralité de la partie du Central London (terme non officiel utilisé par contraste avec le Inner London et dont les limites ne sont pas clairement définies) qui est à l'ouest de la Cité de Londres.
Une des circonscriptions électorales (ward) de la Cité de Westminster est appelée West End. La circonscription est délimitée par la Cité de Londres à l'est, la Tamise au sud-est, Horseferry Road et Victoria Street au sud, Grosvenor Place à l'ouest et Piccadilly et Long Acre au nord.

## Quartiers du West End
Ci-dessous sont listés les quartiers (districts) du West End, qui ont tous été développés autour de l'année 1815 :
- Bloomsbury
- Holborn
- Covent Garden
- Seven Dials
- Soho
- Fitzrovia
- Westminster
- Marylebone
- Mayfair
- St. James's

Les quartiers au sud, au nord et à l'ouest de Hyde Park et Kensington Gardens ont été développés entre la fin des guerres napoléoniennes en 1815 et la fin du XIXe siècle, dans certains cas à partir de villages préexistants. Ils ne sont pas toujours référencés comme faisant partie du West End londonien. Les deux derniers listés ici sont même plutôt à la périphérie. 
- Knightsbridge
- Belgravia
- Pimlico
- Chelsea
- South Kensington
- Bayswater
- Paddington
- Notting Hill
- Holland Park

## Les rues les plus connues du West End
- Charing Cross Road
- Oxford Street
- Regent Street
- Bond Street
- Shaftesbury Avenue
- Tottenham Court Road
- The Strand
- Piccadilly
- Kingsway
- Wardour Street
- Park Lane

## Places et carrefours célèbres du West End
- Leicester Square
- Trafalgar Square
- Berkeley Square
- Grosvenor Square
- Piccadilly Circus
- Oxford Circus
- Cambridge Circus
- Hyde Park Corner
- Marble Arch
- Soho Square

## Principales salles de spectacles
- Adelphi Theatre
- Aldwych Theatre
- Ambassadors Theatre
- Apollo Theatre
- Apollo Victoria Theatre
- Arts Theatre
- Cambridge Theatre
- Comedy Theatre
- Criterion Theatre
- Dominion Theatre
- Duchess Theatre
- Duke of York's Theatre
- Evans's Supper Room
- Fortune Theatre
- Garrick Theatre
- Gielgud Theatre
- Her Majesty's Theatre
- London Palladium
- Lyceum Theatre
- Lyric Theatre
- New London Theatre
- Novello Theatre
- Noël Coward Theatre
- Palace Theatre
- Phoenix Theatre
- Piccadilly Theatre
- Playhouse Theatre
- Prince Edward Theatre
- Prince of Wales Theatre
- Savoy Theatre
- Shaftesbury Theatre
- St Martin's Theatre
- Theatre Royal, Drury Lane
- Théâtre Royal de Haymarket
- Trafalgar Studios
- Vaudeville Theatre
- Victoria Palace Theatre
- Wyndham's Theatre